# Stenalcidia dukinfeldia
Stenalcidia dukinfeldia là một loài bướm đêm trong họ Geometridae.